# バレーボールアルゼンチン男子代表
バレーボールアルゼンチン男子代表（バレーボールアルゼンチン だんしだいひょう）は、バレーボールの国際大会で編成されるアルゼンチンの男子バレーボールナショナルチームである。

## 歴史
1932年、アルゼンチンバレーボール連盟が設立。当時の連盟はバスケットボールと管理を共有するものだった。1951年に国際バレーボール連盟へ加盟し、同年、初めての公式戦となる1951年南米選手権に出場し4位。初出場の1960年世界選手権は11位だった。地元で主催した1964年南米選手権ではブラジル以外の国として初めて優勝を果たすが、これはブラジルの不参加によるものである。 
1982年世界選手権、1988年ソウルオリンピックでそれぞれ銅メダルを獲得した1980年代には攻撃型のバレーでブラジルに次ぐ南米を代表する強豪チームとして名を轟かせたが、バルセロナオリンピックの世界最終予選を兼ねた1991年ワールドカップで敗退すると、その後は失速。1990年代から世界レベルの大会で結果を残せずに低迷した。2000年シドニーオリンピックで3大会ぶりに準決勝の舞台へと立つも、3位決定戦でイタリアにストレートで敗れ4位。自国開催の利を生かした2002年世界選手権は1次、2次ラウンドを無敗で勝ち上がりながら、決勝ラウンドの準々決勝でフランスに敗れ、6位に終わった。
2008年に北京オリンピック世界最終予選で4大会ぶりにオリンピック出場権を失った後は、ロンドンオリンピックを見据えた若いチーム編成を図り、強化が進んだユース、ジュニア代表は2009年9月にイランを抜きFIVBランキング1位を獲得。2010年世界選手権では変貌を遂げた高速バレーを披露して9位入賞となった。。翌年の2011年バレーボール・ワールドリーグではインターコンチネンタルラウンドで強豪のセルビアを抑えて決勝ラウンドに進出した。決勝ラウンドでも強豪のイタリアやブルガリアに勝利するなど健闘し、過去最高成績となる4位についた。
2020年東京オリンピックでは、準々決勝でイタリア、3位決定戦でブラジルを下し8大会ぶりに銅メダルを獲得した。

## 過去の成績

### オリンピックの成績
1964年から1980年まで出場なし
| - 1984年 - 6位 - 1988年 - 銅メダル - 1992年 - 最終予選敗退 - 1996年 - 8位 | - 2000年 - 4位 - 2004年 - 5位 - 2008年 - 最終予選敗退 - 2012年 - 5位 | - 2016年 - 5位 - 2020年 - 銅メダル |

### 世界選手権の成績
1949年から1956年まで出場なし
| - 1960年 - 11位 - 1962年 - 不出場 - 1966年 - 不出場 - 1970年 - 不出場 - 1974年 - 不出場 - 1978年 - 22位 | - 1982年 - 銅メダル - 1986年 - 7位 - 1990年 - 6位 - 1994年 - 13位 - 1998年 - 11位 - 2002年 - 6位 | - 2006年 - 14位 - 2010年 - 9位 - 2014年 - 11位 - 2018年 - 15位 - 2022年 - 8位 |

### ワールドカップの成績
| - 1985年 - 5位 - 1991年 - 9位 - 1995年 - 7位 | - 1999年 - 9位 - 2007年 - 7位 - 2011年 - 7位 | - 2015年 - 5位 - 2019年 - 5位 |

### 南米選手権の成績
| - 1951年 - 4位 - 1958年 - 4位 - 1961年 - 3位 - 1962年 - 準優勝 - 1964年 - 優勝 - 1969年 - 5位 - 1971年 - 3位 - 1973年 - 準優勝 - 1975年 - 3位 - 1977年 - 3位 - 1979年 - 5位 | - 1981年 - 準優勝 - 1983年 - 準優勝 - 1985年 - 3位 - 1987年 - 準優勝 - 1989年 - 準優勝 - 1991年 - 準優勝 - 1993年 - 準優勝 - 1995年 - 準優勝 - 1997年 - 3位 - 1999年 - 準優勝 - 2001年 - 準優勝 | - 2003年 - 3位 - 2005年 - 準優勝 - 2007年 - 準優勝 - 2009年 - 準優勝 - 2011年 - 準優勝 - 2013年 - 準優勝 - 2015年 - 3位 - 2017年 - 準優勝 - 2019年 - 準優勝 - 2021年 - 準優勝 - 2023年 - 優勝 |  |

### ワールドリーグの成績
1990年から1995年まで出場なし
| - 1996年 - 7位 - 1997年 - 8位 - 1998年 - 9位 - 1999年 - 6位 - 2000年 - 10位 - 2001年 - 13位 - 2002年 - 9位 - 2003年 - 不出場 - 2004年 - 不出場 - 2005年 - 10位 | - 2006年 - 7位 - 2007年 - 13位 - 2008年 - 不出場 - 2009年 - 5位 - 2010年 - 5位 - 2011年 - 4位 - 2012年 - 10位 - 2013年 - 6位 - 2014年 - 13位 - 2015年 - 11位 | - 2016年 - 10位 - 2017年 - 10位 - 2018年 - 14位 - 2019年 - 7位 - 2020年 - 中止 - 2021年 - 9位 - 2022年 - 9位 - 2023年 - 5位 |

## 歴代代表選手
- ダニエル・カステラーニ
- ハビエル・ウェベル
- ウーゴ・コンテ
- ラウル・キロガ
- ジョン・ウリアルテ
- フアン・カルロス・クミネッティ
- マルコス・ミリンコビック
- ギジェルモ・ガルシア
- ルチアーノ・デ・セッコ
- ロドリゴ・キロガ
- フェデリコ・ペレイラ
- パブロ・クレール
- ファクンド・コンテ
- セバスティアン・ソレ
- ニコラス・ウリアルテ
- マルティン・ラモス
- エセキエル・パラシオス
- ブルーノ・リマ